# Калішани (Свентокшиське воєводство)
Калішани (пол. Kaliszany) — село в Польщі, у гміні Войцеховиці Опатовського повіту Свентокшиського воєводства.
Населення — 189 осіб (2011).
У 1975-1998 роках село належало до Тарнобжезького воєводства.

## Демографія
Демографічна структура на день 31 березня 2011 року:
|          | Загалом | Допрацездатний вік | Працездатний вік | Постпрацездатний вік |
| -------- | ------- | ------------------ | ---------------- | -------------------- |
| Чоловіки | 93      | 15                 | 61               | 17                   |
| Жінки    | 96      | 18                 | 50               | 28                   |
| Разом    | 189     | 33                 | 111              | 45                   |